# Nangpa La
28°06′28″N 86°35′17″Ö / 28.10778°N 86.58806°Ö

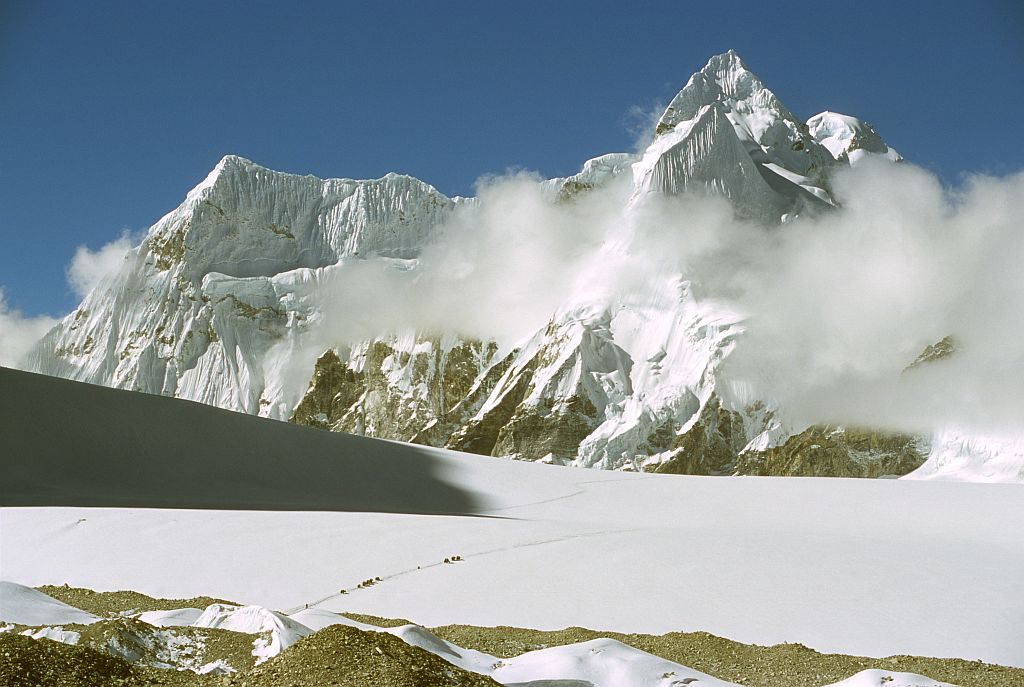
Pilgrimer som korsar passet Nangpa La.

Nangpa La är ett bergspass på 5.806 m ö.h. beläget på gränsen mellan Tibet (Kina) och Nepal, ett par kilometer väster om Cho Oyu och 30 km nordväst om Mount Everest.
Bergspasset är de viktigaste handelsvägen mellan tibetanerna och sherporna i Khumbu. Det är också skådeplatsen för skottdramat i Nangpa La 2006.